# Grekiska öar med Julia Bradbury
Grekiska öar med Julia Bradbury (engelska: The Greek Islands with Julia Bradbury) är ett brittiskt reseprogram från 2020. Serien är regisserad av Chris Williams och för manus har Julia Bradbury svarat. Säsongen består av sex avsnitt och svensk premiär är planerad till den 1 juni 2020 på SVT och SVT Play.

## Handling
I serien tar programledaren Julia Bradbury med tittaren till den grekiska övärlden. Varje avsnitt fokuserar på en ö, och Julia utforskar dem bortom de vanliga turistvägarna. I serien får tittarna stifta bekantskap med Kreta, Korfu, Santorini, Sporaderna, Rhodos och Symi och Chios.

## Medverkande
- Julia Bradbury
- Chrissi Bradbury